# علي الشعالية
علي الشعالية (1919 - 9 فبراير 1973) مطرب وموسيقي ليبي من مدينة بنغازي.

## سيرة
ولد علي السنوسي الشعالية في 1919 في زقاق الشعالية المطل على بحر الشابي، اخريبيش في مدينة بنغازي وهو ثالث إخوته. تلقى تعليما أوليا بالعربية ثم الإيطالية.
تعلم العزف على آلة القانون، وشارك في مسرحية (حسن البخيل) مع الفنان والممثل الليبي رجب بكوش عام 1940.
سافر مع العائلة إلى الإسكندرية، مصر عام 1928 في فترة الاحتلال الإيطالي لليبيا، ثم عاد إلى بنغازي عام 1931 متأثراً بالفن الموسيقي في مصر آنذاك. 
بعد أن قامت السلطات الإيطالية بانشاء محطة اذاعية في طرابلس عام 1936 استدعي للعمل بها، حيث قدم مجموعة من الأعمال الموسيقية رفقة عدد من الفنانيين آنذاك، حيث صار عازفاً للقانون. عاد إلى بنغازي عام 1939 ليؤسس مع مهتمين بالفن فرقة مسرحية عرضت مسرحياتها في المدينة و الضواحي، رفضت بعضها السلطات الإيطالية آنذاك.
في عام 1946 سافر إلى القاهرة بمصر لتسجيل مجموعة من الأغاني في استديوهات بي بي سي بالقاهرة، منها أول أغنية ليبية بثت على بي بي سي. وسجل أيضا مجموعة أخرى من الاغاني في اذاعة الشرق الأدنى بالقاهرة.
عرف أيضا كعازف في ليبيا ليعزف بعض الألحان للفنانيين الليبيين وذلك في خمسينيات القرن العشرين حيث عزف عدة ألحان لفنانيين تونسيين، وعمل رئيسا لقسم الموسيقى في اذاعة بنغازي عام 1957. وكذلك في «فرقة الإذاعة الليبية» وكانت من أشهر اغانيه (نور عيون - ليلي الليبية - يشهد علي الليل - وفي تبدل عني - توبة على الهوى - آة منك يا جميل).
أُطلق اسمه على أحد أبرز المعاهد الفنية في ليبيا وهو معهد علي الشعالية للفنون في مدينة بنغازي.